# Karl Alexander von Wedel
Karl Alexander von Wedel (auch Wedell) (* 14. März 1741 in Brotzen; † 5. November 1807 in Bielefeld) war ein preußischer Generalmajor und Chef des Infanterieregiments Nr. 10.

## Leben

### Herkunft
Karl Alexander war der Sohn von Adam Daniel von Wedell und dessen Ehefrau Sophie, geborene von Dziembowski. Sein Vater war Herr auf Brotzen und Rittmeister in polnischen Diensten.

### Militärkarriere
Wedell kam am 4. März 1758 in die Kadettenanstalt nach Berlin. Von dort wurde er dann am 27. Januar 1759 als Gefreitenkorporal im Infanterieregiment „Herzog von Braunschweig“ Nr. 5 der Preußischen Armee angestellt. Wedell nahm noch am Siebenjährigen Krieg teil und kämpfte bei Liegnitz sowie der Belagerung von Dresden. Bei Torgau erhielt er einen Schuss in die Lende. Bereits am 10. November 1760 wurde er Fähnrich und am 2. Mai 1763 Sekondeleutnant.
Nach dem Krieg wurde er am 19. Januar 1770 Premierleutnant und nahm dann 1778/79 am Bayerischen Erbfolgekrieg teil. Am 18. Juni 1779 wurde er Stabskapitän und am 25. Oktober 1781 Kapitän sowie Kompaniechef. Am 29. Juli 1787 kam er als Major in das Füselierbataillon „von Ernest“ Nr. 19. Am 27. Mai 1789 erhielt er zudem den Orden Pour le Mérite.
Während des Ersten Koalitionskrieges kämpfte er in der Schlacht bei Kaiserslautern und nahm an den Gefechten bei La Lune, Waldalgesheim, Alzey, Neuenkirchen, Limbach, Spietz, St. Imbert, Bisingen sowie der Belagerung von Verdun teil.
Am 20. Januar 1795 wurde er Oberstleutnant und kurz danach am 12. März 1795 Kommandeur des Füselierbataillons „von Schenk“ Nr. 1 und stand mit diesem bei den Observationskorps an der Weser. Oberst wurde Wedel am 31. Mai 1798 in der kurmärkischen Füselierbrigade und endlich am 13. August 1799 Kommandeur des Infanterieregiments „von Schladen“ Nr. 41. Am 14. November 1801 wurde er Sous-Generalinspekteur der westfälischen Inspektion der Infanterie. Am 29. Dezember 1803 erhielt er die Ernennung zum Chef des Infanterieregiments „von Besser“ Nr. 10. Am 20. Mai 1804 wurde er zudem zum Generalmajor ernannt. Wedell war bereits schwer krank, als er nach dem verlorenen Vierten Koalitionskrieg auf halbes Gehalt gesetzt wurde. Er starb kurze Zeit später am 5. November 1807 in Bielefeld.

### Familie
Wedell heiratete 1782 Friederike Sophie von Stephani (* 2. Mai 1762 in Hohenlandin; † 1. April 1855 in Gemünden). Das Paar hatte folgende Kinder:
- Karoline Charlotte Sophie (* 8. Februar 1783 in Magdeburg)
- Ernestine Wilhelmine Helene (* 4. April 1786 in Magdeburg; † 1. Januar 1848) ⚭ 12. März 1805 Arnold August Karl Moritz von Baumbach (* 14. März 1779; † 15. August 1849) Leutnant im Infanterieregiment Nr. 10, später hessischer Hauptmann[1]
- Mathilde ⚭ 1816 Ferdinand Mackeldey (1784–1834)